# Orpheusfluiter
De orpheusfluiter (Pachycephala orpheus) is een zangvogel uit de familie Pachycephalidae (dikkoppen en fluiters).

## Verspreiding en leefgebied
Deze soort is endemisch in het oosten van de Kleine Soenda-eilanden en telt drie ondersoorten:
- P. o. orpheus: Timor en Wetar.
- P. o. par: Romang.
- P. o. compar: de Leti-eilanden.

## Status
De grootte van de populatie is niet gekwantificeerd maar de soort wordt omschreven als vrij algemeen. Op de Rode lijst van de IUCN heeft deze soort de status niet bedreigd.